# Інформаційна модель

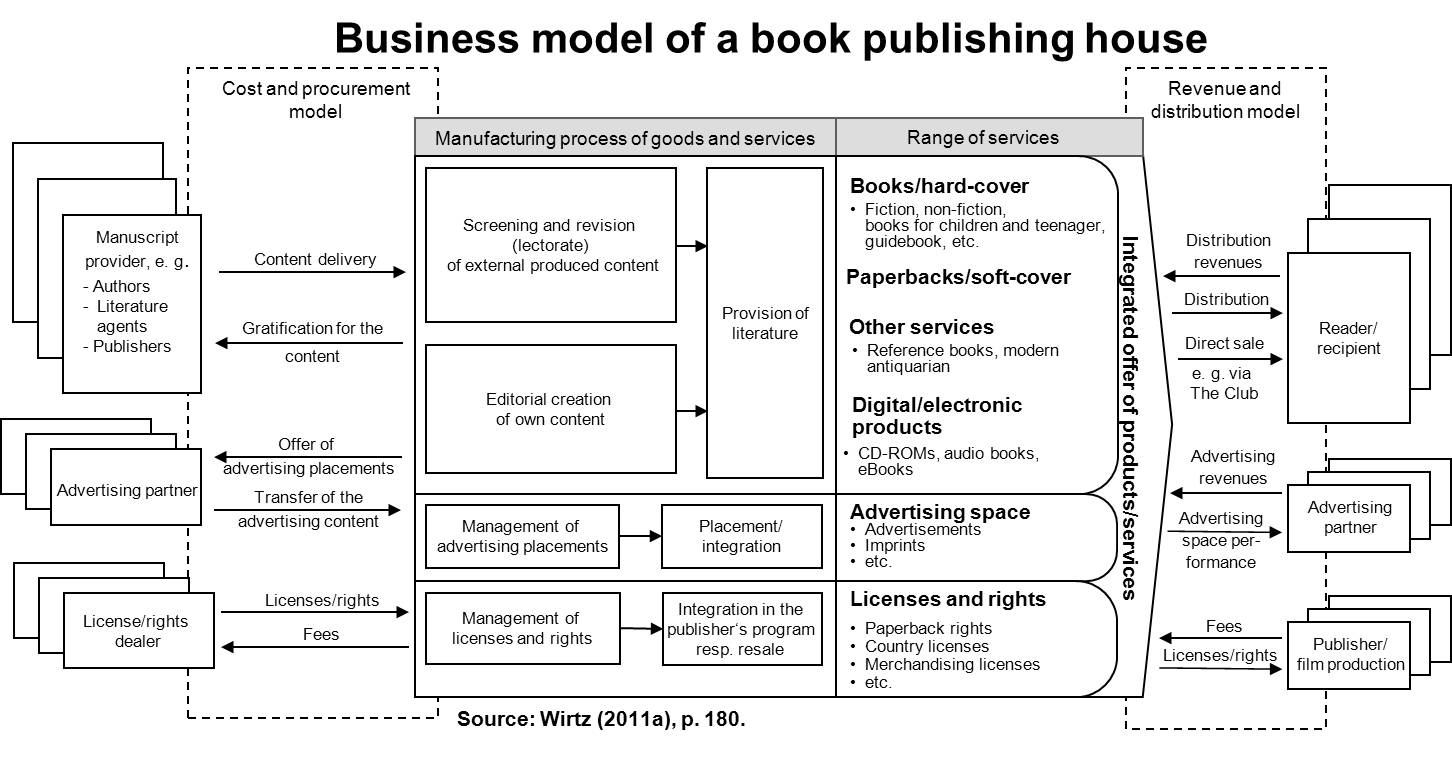
Бізнес-модель видавництва

Інформаці́йна моде́ль — система сигналів, що свідчать про динаміку об'єкта керування, умови зовнішнього середовища та стан самої системи керування. Інформаційною моделлю можуть слугувати наочні зображення (фото, кіно, відео), знаки (текст, знакове табло), графічні моделі (графік, креслення, блок-схема) і комбіновані зображення (мнемосхема, карта).
Інформаційна модель — модель об'єкта, представлена у вигляді інформації, що зображує істотні для даного розгляду параметри та змінні величини об'єкта, зв'язки між ними, входи і виходи об'єкта і дозволяє шляхом подачі на модель вхідних величин моделювати можливі стани об'єкта.
Інформаційна модель — сукупність інформації, що характеризує істотні властивості і стани об'єкта, процесу, явища, а також взаємозв'язок із зовнішнім світом.
Інформаційні моделі називають також уявними (тому що вони не мають матеріального втілення), іноді — логічними.
Всі знання людства про реальний світ — це безліч інформаційних моделей.

## Ознаки класифікації
- галузі використання
- урахування в моделі фактора часу
- спосіб представлення моделей (наукова модель)
- мова описання
- інструменти реалізації

### Галузі використання

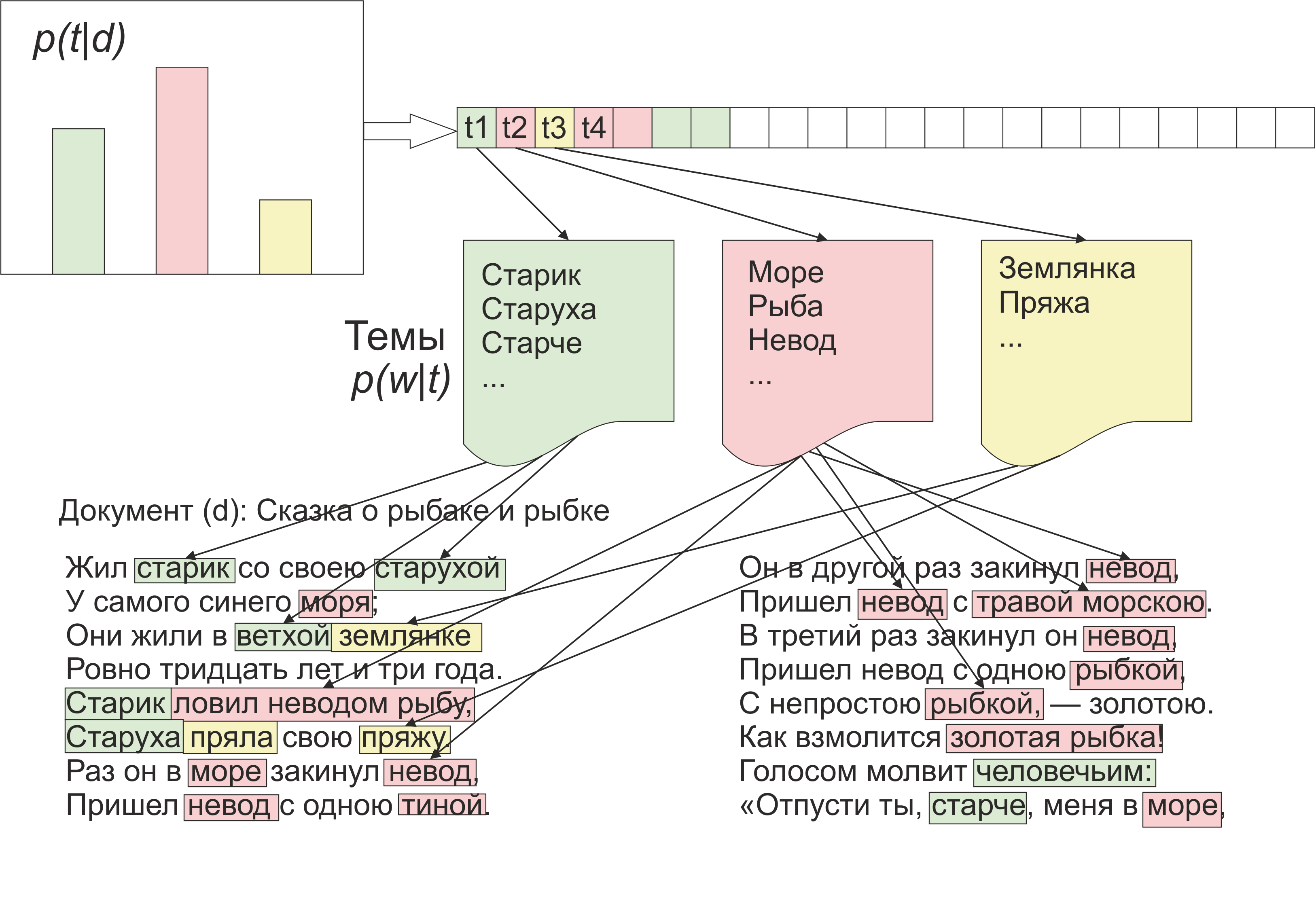

- навчальні — наочні посібники, тренажери, навчальні програми;
- дослідні — створюються для дослідження характеристик реального об'єкта (наприклад, модель теплоходу перевіряється на плавучість, а модель літака — на аеродинамічні характеристики; аналітична модель покладу);
- науково-технічні — для дослідження процесів та явищ (наприклад, ядерний реактор або синхрофазотрон);
- ігрові моделі — для вивчення можливої поведінки об'єкта в запрограмованих або непередбачених ситуаціях (наприклад: військові, економічні, спортивні ігри тощо);
- імітаційні моделі — виконується імітація дійсної ситуації, що повторюється для вивчення реальних обставин (наприклад: випробування лікарських препаратів на мишах або інших тваринах, політ собаки в космос).

### Фактор часу
- Динамічні моделі — враховують плин часу.
- Статичні моделі — не враховують плин часу.

### Форми подання інформації

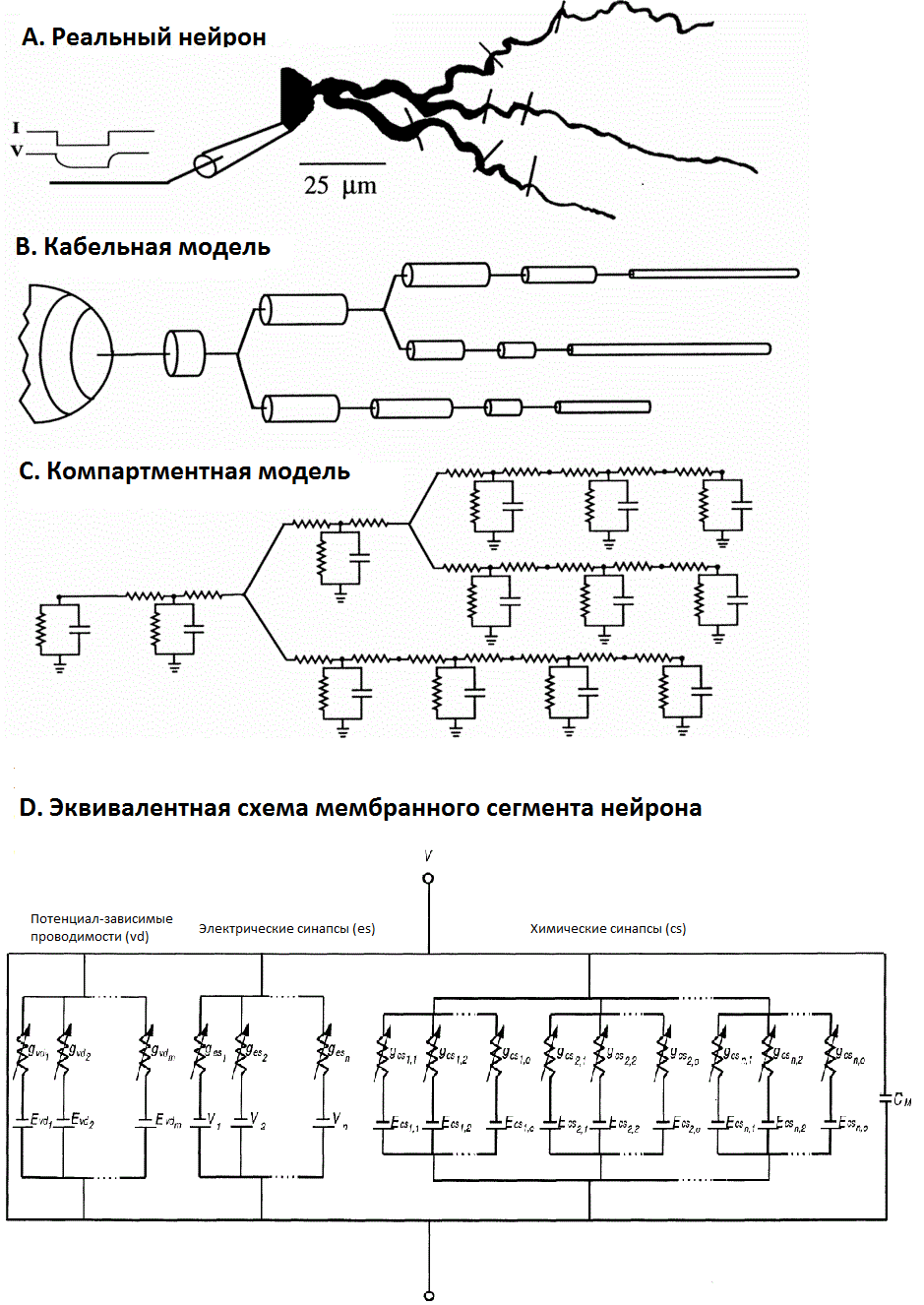
Зіставні моделі

- Словесні;
- Жести і сигнали;
- Символьні — формули, що відображають зв'язок різних параметрів об'єкта;
- Графічні (геометричні);
- Структурні — схеми, графіки, таблиці;
- Образні;
- Логічні — моделі, в яких представлені різні варіанти вибору дій на основі різних висновків та аналізу умов;
- Спеціальні — ноти, хімічні формули тощо;

#### Образні моделі

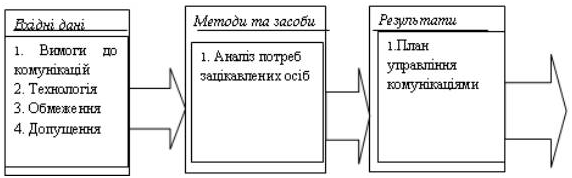

Образні моделі (малюнки, фотографії та ін) являють собою зорові образи об'єктів, зафіксовані на будь-якому носії інформації (папері, фото- і кіноплівці та ін). Образні інформаційні моделі широко використовуються в освіті, де потрібна класифікація об'єктів за їхніми зовнішніми ознаками (навчальні плакати з ботаніки, біології та фізики), архітектурі (архітектурна модель), для унаочнення забудови, просторово-планувальних рішень тощо.

#### Знакові інформаційні моделі
Знакові інформаційні моделі будуються з використанням різних штучних мов (знакових систем). Знакова інформаційна модель може бути представлена у формі тексту (наприклад, програми на мові програмування) або формули (наприклад, другого закону Ньютона F = m·а).

#### Табличні моделі
Дуже поширені інформаційні моделі у вигляді таблиць. У періодичній таблиці, хімічні елементи розташовуються в клітинках таблиці за зростанням атомних ваг, а в стовпцях — за кількістю валентних електронів.
Ще однією розповсюдженою формою інформаційної моделі є прямокутна таблиця, що складається з рядків і стовпців. Використання таблиць настільки звично, що для їхнього розуміння зазвичай не потрібно додаткових пояснень.

### Мова представлення
Інформаційні моделі діляться на описові та формальні.
Описові інформаційні моделі (дискурс, наратив) — це моделі, створені природною мовою (тобто будь-якою мовою спілкування між людьми: англійською, українською, китайською, мальтійською тощо) в усній або письмовій формі.
Формальні інформаційні моделі (числення висловлень) — це моделі, створені формальною мовою (тобто науковою, професійною або спеціалізованою, наприклад мовою програмування). Приклади формальних моделей: всі види формул, таблиці, графи, карти, схеми і т. д.

### За інструментами реалізації
- комп'ютерні

## Ідеалізація об'єкта
Ідеалізація об'єкта є неодмінним етапом створення інформаційної моделі. Сутність ідеалізації полягає у визначенні, які саме риси та властивості об'єкта є суттєвими для розв'язання поставленої задачі, впливають на результат рішення і мають бути відтвореними в моделі, а які риси та властивості є несуттєвими і при побудові моделі можуть не враховуватися.